# Dessartodontus rufigaster
Dessartodontus rufigaster är en stekelart som först beskrevs av Tosquinet 1903.  Dessartodontus rufigaster ingår i släktet Dessartodontus och familjen brokparasitsteklar. Inga underarter finns listade i Catalogue of Life.